# Hill’s Pet Nutrition
Hill’s Pet Nutrition, Inc. ist ein US-amerikanischer Hersteller von Tiernahrung. Das 1907 von Burton Hill als Tierkörperverwertungsfirma gegründete Unternehmen hat seinen Sitz in Topeka, Kansas. Es gehört seit 1976 zum Konsumgüterkonzern Colgate-Palmolive. Schwerpunkt der Produktion ist heute Hunde- und Katzenfutter. Der Jahresumsatz des Unternehmens liegt bei etwa 2,2 Milliarden US-Dollar.